# 平山郡
平山郡（ピョンサンぐん）は、朝鮮民主主義人民共和国黄海北道に属する郡。

## 地理
黄海北道の南部に位置し、郡域の東部を北から南へ礼成江が流れる。

## 行政区画
1邑・2労働者区・20里を管轄する。
| - 平山邑（ピョンサヌプ） - 青鶴労働者区（チョンハンノドンジャグ） - 平和労働者区（ピョンファロドンジャグ） - 岐灘里（キタンニ） - 礼城里（リェソンニ） - 龍宮里（リョングンニ） - 林山里（リムサンニ） - 復水里（ポクスリ） - 鳳川里（ポンチョンニ） - 峰灘里（ポンタンニ） - 山城里（サンソンニ） - 山水里（サンスリ） | - 三龍里（サムニョンニ） - 三泉里（サムチョンニ） - 象岩里（サンアムニ） - 沃村里（オクチョンニ） - 瓦峴里（ワヒョンニ） - 月川里（ウォルチョンニ） - 舟浦里（チュポリ） - 清水里（チョンスリ） - 灘橋里（タンギョリ） - 汗浦里（ハンポリ） - 海月里（ヘウォルリ） |

## 歴史
日本統治時代の黄海道平山郡は14面から構成されていた。
1950年、積岩面を延白郡に移管し、1952年12月に、北朝鮮の行政区画再編に伴い、平山郡の一部は平川郡・麟山郡・新渓郡に編入された。旧平山郡安城面・南川面・金岩面・西峰面の全域、平山面・文武面の各一部、および金川郡冬火面の一部から平山郡（1邑22里）が再構成された。

### 年表
この節の出典
- 1914年4月1日 - 郡面併合により、黄海道鳳山郡武陵面を編入、龍山面の一部が海州郡に編入、金岩面の一部が金川郡に編入。平山郡に以下の面が成立。(14面)
  - 文武面・古之面・金岩面・馬山面・宝山面・上月面・西峯面・細谷面・新岩面・安城面・外邑面・積岩面・麟山面・龍山面
- 1917年 - 外邑面が平山面に改称。(14面)
- 1942年4月1日 - 宝山面が南川邑に昇格。(1邑13面)
- 1947年 - 南川邑が南川面に降格。(14面)
- 1950年 - 積岩面が延白郡に編入。(13面)
- 1952年12月 - 郡面里統廃合により、黄海道平山郡安城面・南川面・金岩面・西峯面および平山面・文武面の各一部、金川郡冬火面の一部地域をもって、平山郡を設置。平山郡に以下の邑・里が成立。(1邑21里)
  - 平山邑・平和里・月川里・灘橋里・山城里・岐灘里・復水里・龍宮里・汗浦里・沃村里・海月里・海相里・鳳川里・三龍里・舟浦里・峰灘里・瓦峴里・物開里・三泉里・陽岩里・清水里・山水里
- 1954年10月 - 黄海道の分割により、黄海北道平山郡となる。(1邑22里)
  - 灘橋里・山水里の各一部が合併し、林山里が発足。
  - 龍宮里の一部が黄海南道平川郡鳶紅里の各一部と合併し、平川郡龍村里となる。
  - 沃村里の一部が龍宮里に編入。
- 1958年6月 (1邑1労働者区20里)
  - 陽岩里が瑞興郡に編入。
  - 物開里の一部が瑞興郡新幕里と合併し、瑞興郡瑞興邑となる。
  - 瓦峴里の一部が平山邑に編入。
  - 瓦峴里が瓦峴労働者区に昇格。
- 1963年11月 - 瓦峴労働者区が瓦峴里に降格。(1邑21里)
- 1967年10月 (1邑1労働者区21里)
  - 物開里が青鶴労働者区に昇格。
  - 麟山郡象岩里を編入。
- 1982年9月 - 海相里が礼城里に改称。(1邑1労働者区21里)
- 1991年9月 - 平和里が平和労働者区に昇格。(1邑2労働者区20里)

## 交通

### 鉄道
平釜線が郡内を貫いており、平山駅から青年伊川線が分岐している。
- 平釜線
  - 物開駅 - 平山駅 - 太白山城駅 - 汗浦駅
- 青年伊川線
  - 平山駅 - 岐灘駅

### 高速道路
- 平壌-開城高速道路

## 出身者
- 李承晩 - 韓国初代大統領、1875年平山郡馬山面大慶里（現・黄海南道峰泉郡聖基里）出身。